# Phostria calydon
Phostria calydon là một loài bướm đêm trong họ Crambidae.